# منتخب موريتانيا لاتحاد الرغبي
منتخب موريتانيا لاتحاد الرغبي هو ممثل موريتانيا الرسمي في المنافسات الدولية في اتحاد الرغبي .